# Néoréalisme (relations internationales)
 (novembre 2017).
Si vous disposez d'ouvrages ou d'articles de référence ou si vous connaissez des sites web de qualité traitant du thème abordé ici, merci de compléter l'article en donnant les références utiles à sa vérifiabilité et en les liant à la section « Notes et références ».
Pour les articles homonymes, voir Néoréalisme.

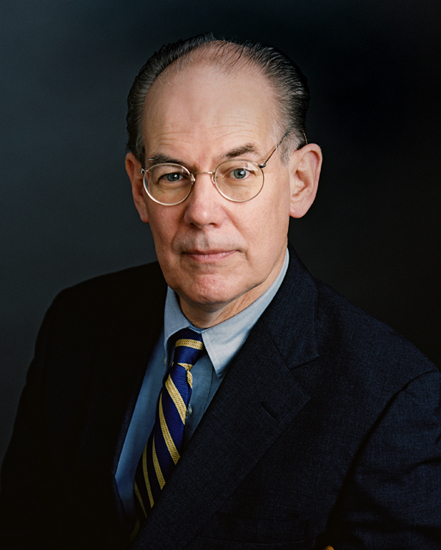
John Mearsheimer en 2007. professeur de relations internationales à l'Université de Chicago, il est considéré comme le réaliste le plus influent de sa génération. Il est d'ailleurs surnommé par ses pairs, le « Machiavel moderne ».

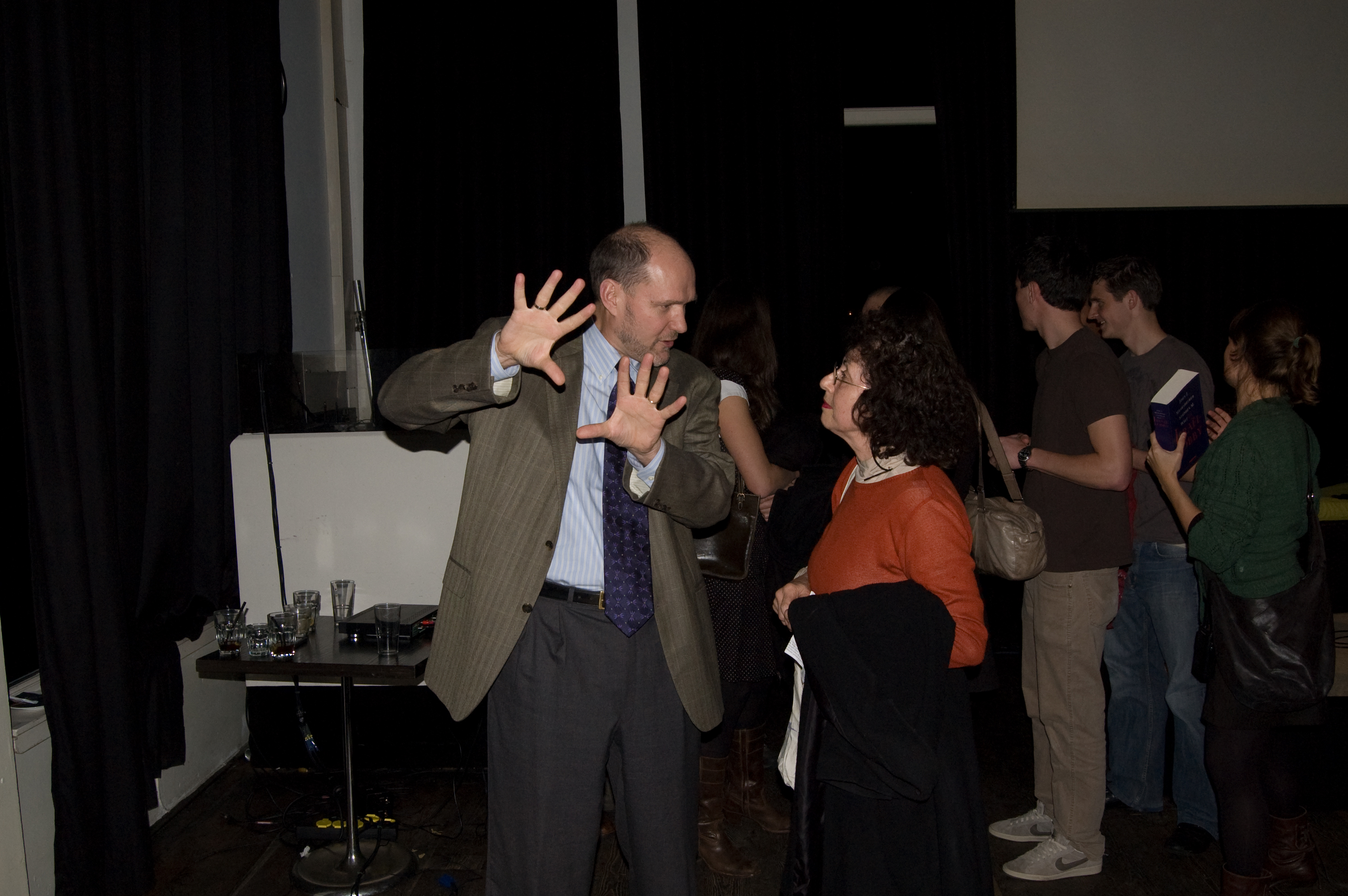
Stephen Walt de l'Université Harvard. Il est un des représentants de l'école de pensée néoréaliste des relations internationales.

Le néoréalisme (aussi appelé réalisme structurel) est un courant théorique dans la discipline des relations internationales. Il a été fondé par Kenneth Waltz dans son ouvrage Theory of International Politics (1979). Des auteurs comme Robert Gilpin, Joseph Grieco, Robert Jervis, John Mearsheimer, Dylan Motin, Sebastian Rosato, Jack Snyder, Stephen Walt peuvent également être classés dans ce courant.
Le néoréalisme s'est développé principalement dans la science politique américaine. Il constitue une tentative de reformuler le réalisme « classique » (celui de Edward Hallett Carr, Hans Morgenthau ou Reinhold Niebuhr) dans une approche rigoureuse et positiviste (à cette époque les sciences sociales américaines sont marquées par la « révolution behavioraliste »).

## Principes fondamentaux
Le néo-réalisme est une théorie structuraliste : elle considère que le seul déterminant du comportement des unités analysées, en l'occurrence les États, est l'anarchie du « système international » (notion qu'ils mettent précisément en question, l'anarchie étant antinomique de l'idée d'ordre systémique[réf. souhaitée][pas clair]). En d'autres termes, il prône l'analyse des relations internationales en insistant sur les rapports entre les États, au risque de sous-estimer l'importance du jeu politique interne (succession des gouvernements, conflits et divisions internes, etc.) sur la politique étrangère.
Rejetant l'anthropologie pessimiste qui sous-tend le réalisme classique (Morgenthau, Carr), selon laquelle l'anarchie s'explique par une nature humaine profondément égoïste, les néo-réalistes affirment au contraire que l'anarchie du jeu international résulte de la structure même de l'ordre international, dépourvu de toute autorité souveraine au-dessus des États : plutôt que d'enraciner leur analyse sur les motivations des acteurs, ils insistent sur les contraintes structurelles de l'ordre international. Ils soulignent en outre la distinction entre les États souverains, qui revendiquent le « monopole de la violence légitime », et l'ordre international dénué de cette caractéristique centrale de la notion d'État.
Dès lors, alors que les réalistes classiques voyaient dans la recherche de la puissance la première préoccupation des États (nature humaine oblige), le néo-réalisme considère que la première préoccupation des États est leur sécurité. Celle-ci peut être atteinte par deux options : l'augmentation des capacités militaires ; la constitution d'alliances. Or, les néoréalistes ont tendance à croire que le jeu international est un jeu à somme nulle, dans lequel quiconque gagne fait nécessairement perdre son adversaire, ce qui conduit à la théorisation du « dilemme de sécurité » ainsi que de l'équilibre des puissances. Par ailleurs, les néoréalistes sont profondément sceptiques à l'égard de la « théorie de la paix démocratique », qui lierait paix et démocratie.